# EcoRI
EcoR1 är ett restriktionsenzym som finns i bakterien Escherichia coli. Dess funktion är att klyva DNA-strängar vid sekvensen GAATTC. Den klyver inte rakt av utan skapar klistriga ändar, något som innebär att den ena delen skjuter ut.
EcoR1 används ofta för att öppna upp plasmidvektorer för att sedan sätta in en specifik gen.
Andra restreaktionsenzymer som har liknande egenskaper är t.ex. BamHI, HindIII och Thal. Av dessa så är Thal den enda som ger ett resultat med en trubbig ända jämfört med de andra som ger klibbiga ändor. EcoR1 är bland de vanligaste restreaktionsenzymer i dagens forskning.    

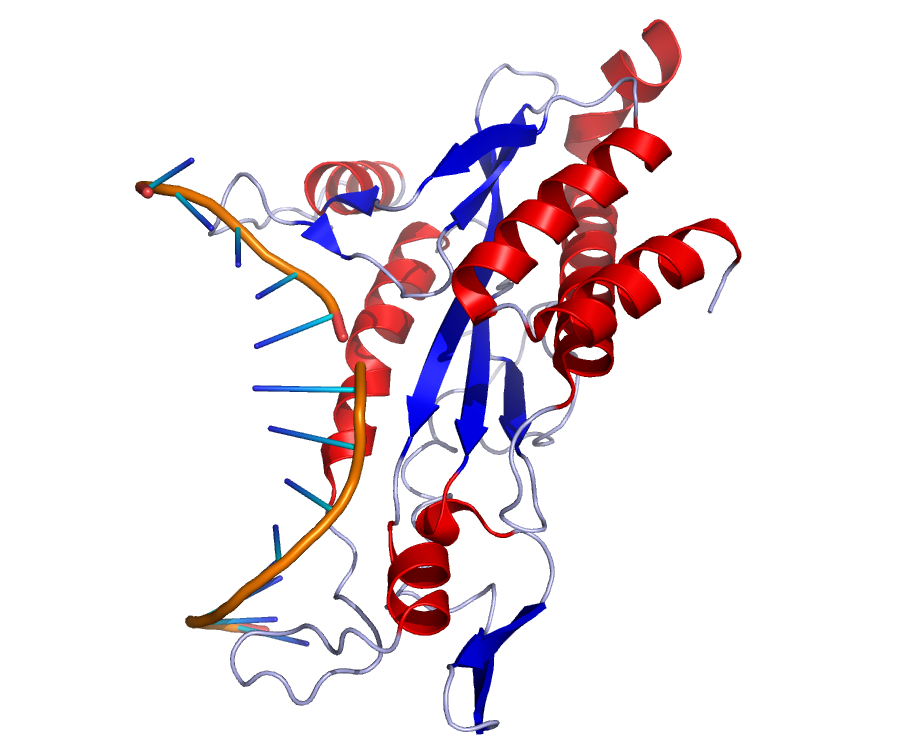
EcoRI

## Restriktionsenzymer i allmänhet
EcoR1 är ett av de enzymer som klyver dsDNA till ssDNA vid speciella klyvningsställen. Dessa specifika klyvningsställen kallas även för palindrom. Ett palindrom är en sekvens på DNA-strängen som har förmågan att baspara med sig själv (dvs. blida en ge upphov till hårnålsögla). Ett palindrom är viktigt för restriktionsenzymer och därmed även för EcoRI för att de fungerar som igenkänningssekvenser. Med hjälp av palindrom vet enzymet var den ska klyva DNA-strängen. I naturen använder sig bakterier av restriktionsenzymer för att kunna förstöra främmande DNA som kommer in i bakteriecellen, t.ex. för att förstöra virus-DNA som annars hade kunnat skada bakterien. EcoRI är ett restriktionsenzym som kommer från organismen Escherichia coli (E. coli).

## Historia

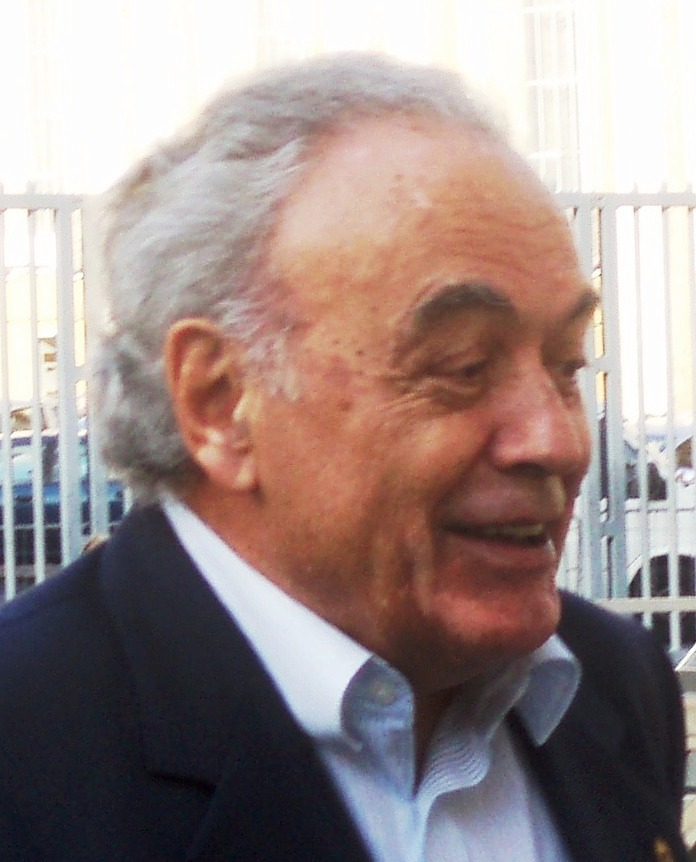
Werner Arber

I slutet av 1960-talet utvecklades de första restriktionsenzymerna av Werner Arber och Daniel Nathans. Dessa restriktionsenzymer var av typ 1, vilket innebär att de klipper på slumpmässigt på DNA-sekvensen. Typ 1-restriktionsenzymer kräver ATP. Forskaren Hamilton O. Smith upptäckte år 1970 det första typ 2-enzymet (även kallad HindII) från bakterien Haemophilus influenzae. Restriktionsenzymer av typ 2 klipper vid igenkänningssekvensen. Restriktionsenzymer av typ 2 kräver ingen ATP. 
Robert Yoshimori isolerade ett enzym från det kliniska provet av en kvinnlig patient med en antibiotikaresistent urinvägsinfektion. Eftersom enzymet kommer från bakterien E. coli får den namnet EcoRI. Precis som alla andra restriktionsenzymer har EcoRI fått namn från den organismen som den kommer ifrån. De tre första bokstäverna anger vilken organism det rör sig om. Bokstaven som kommer efter organismförkortningen anger vilken stam det rör sig om. Den romerska siffran anger vilket restriktionsenzym i nummerordningen det rör sig om.
Den amerikanska forskaren John Morrow upptäckte att enzymet är en typ 2. Morrow upptäckte även att enzymet ger klistriga ändar. 
Upptäckten av EcoRI gör det enklare för forskare att undersöka olika DNA-fragment. EcoRI klipper alltid på samma ställe, vilket gör det enklare att jobba med specifika DNA-sekvenser. 

## Användning
EcoRI är ett enzym vars främsta uppgift är att ”klippa” dsDNA så att det bildas ssDNA. Enzymet fungerar på följande sätt. Först hittar den ett palindrom dvs ett specifikt klyvningsställe, därefter klipper den DNA-molekylen. DNA som från början var dsDNA blir till ssDNA. EcoRI har sitt specifika klyvningsställe på 5’-G^AATTC-3. Resultatet av klyvningen blir en klibbig ända jämfört med t.ex. ThaI som ger en trubbig ända. Precis som allt annat så kan det även bli fel. Enzymet kan klyva DNA-molekylen på ett felaktigt sätt, vilket kan leda till en mutation. EcoRI är bland de vanligaste restriktionsenzymer som används i dagens forskning. DNA-fragment som EcoRI har klippt kan väldigt enkelt baspara med ett annat fragment. Eftersom de klibbiga ändarna består av oparade kvävebaser som har en benägenhet att bilda nya vätebindningar med andra kvävebaser.        
Man använder resultatet från EcoRI på många olika sätt. Man kan t.ex. använda resultatet för att identifiera DNA eller klyva upp ett helt genom i mindre, hanterbara bitar. Oftast brukar man använda sig av olika gelelektrofores som t.ex. agarosgelelektrofores för att analysera resultatet. Forskare använder EcoRI oftast för att öppna upp plasmidvektorer, därefter sätter de in en specifik gen.